# 韓麟
韩麟（1253年—1319年），字国瑞，真定人，元朝医师、官员。
其父行医，他继承父业。至元二十六年（1289年），許國禎推荐他，元世祖忽必烈在便殿召见，示以西域药。韩麟奏对称旨，任命为尚医。参与增补《本草》。忽必烈年高，韩麟典领方药，为其治病保健。被赏赐绍裘、玉带，至元二十八年（1291年），擢升为医正郎、御药局副使。
元成宗即位，升为太医院副使，旋即晋升为院使。太医院升为二品，进嘉议大夫、佥书太医院事。大德三年（1299年），参与校定《圣济总录》。成宗召韩麟读《资治通鉴》《大学衍义》，韩麟陈说义理，成宗听之不倦。御史中丞崔彧奏事忤旨，韩麟劝皇帝广开言路，崔彧于是无罪，韩麟推荐集贤学士焦养直入侍左右。成宗晚年患病，韩麟说：“治世莫如爱民，养身英如寡欲。”至大年间，出为淮安路总管，没有就任，皇庆二年（1313年），拜秘书监卿。皇庆三年（1314年），进昭文馆大学士、太医院事。韩麟善于画竹。延祐六年（1319年），去世，年六十七岁。